# Garibaldi Alves Filho
Garibaldi Alves Filho GOMM (Natal, 4 de fevereiro de 1947) é um advogado e político brasileiro filiado ao Movimento Democrático Brasileiro (MDB). Foi presidente do Senado Federal e ministro da Previdência Social durante o governo Dilma Rousseff. Pelo Rio Grande do Norte, foi o 50.º governador durante dois mandatos, senador por três e deputado estadual por quatro mandatos, além de prefeito da capital Natal e secretário-chefe da Casa Civil durante o mandato de seu tio Agnelo Alves.

## Biografia
Filho de Garibaldi Alves e Maria Vanice Chaves Alves. Bacharel em Direito pela Universidade Federal do Rio Grande do Norte é também jornalista. Membro de uma das famílias mais influentes do Rio Grande do Norte, seu pai tornou-se senador após a eleição da ex-governadora do Rio Grande do Norte, Rosalba Ciarlini para o governo em 2010. Sobrinho do Ex-ministro e governador Aluízio Alves, primo do ex-ministro do Turismo, Henrique Eduardo Alves e do prefeito de Natal, Carlos Eduardo Alves, é casado com Denise Pereira Alves e pai de Bruno Alves e do vice-governador do Rio Grande do Norte Walter Alves.

## Carreira política
Em 1966, foi nomeado chefe da Casa Civil da prefeitura de Natal na gestão de seu tio, Agnelo Alves. Com a cassação deste pelos militares em 1969, Garibaldi Alves Filho foi eleito deputado estadual pelo MDB em 1970, 1974, 1978 e 1982, conquistando este último mandato pelo PMDB, onde ingressou com o fim do bipartidarismo no país em 1979.
Em 1985, foi eleito prefeito de Natal, ao derrotar Wilma de Faria, candidata do PDS.
Cumprido o mandato de prefeito, elege-se senador em 1990, cumprindo o mandato, até 1994, quando seria eleito, já no primeiro turno, governador do Rio Grande do Norte, derrotando Lavoisier Maia. Em 1995, é admitido pelo presidente Fernando Henrique Cardoso à Ordem do Mérito Militar no grau de Grande-Oficial especial. Disputa a reeleição em 1998 e vence ainda em primeiro turno, desta vez derrotando José Agripino Maia.
Deixa o governo em abril de 2002, para poder disputar novamente o cargo de senador, sendo eleito. Nas eleições de 2006, disputa mais uma vez o governo do estado. É derrotado pela primeira vez na carreira, no segundo turno após acirrada disputa para a então governadora Wilma de Faria.
Em 2007, com os desdobramentos do caso Renangate e a renúncia do então presidente do Senado Renan Calheiros, Garibaldi Filho tornou-se o candidato único a assumir presidência, sendo eleito em 12 de dezembro de 2007, com 68 votos a favor, 8 contra e 2 abstenções. Sua eleição deveu-se ao bom trânsito que tem entre os seus pares, tanto os da situação, quanto os de oposição.
Ato que foi bastante discutido em sua gestão foi a devolução ao Poder Executivo, em novembro de 2008, da Medida Provisória da Filantropia, supostamente por não se enquadrar nos requisitos de urgência e relevância que a Constituição exige para as MPs.
Deixou o cargo em 2 de fevereiro de 2009, sendo substituído pelo senador José Sarney. Presidiu a Comissão de Assuntos Econômicos do Senado no biênio 2009/2010.
Foi reeleito senador pelo Rio Grande do Norte nas eleições de 2010, quando obteve 1.042.272 votos, cerca de 35% dos votos totais e 56% dos votos válidos.
Em dezembro de 2010, o PMDB leva seu nome para a presidente eleita Dilma Rousseff como postulante ao Ministério da Previdência Social e a seguir é formalizado o convite nesse sentido em 8 de dezembro de 2010. Empossado no mês seguinte deixou sua vaga no Senado Federal para o suplente Paulo Davim, do Partido Verde.
Em janeiro de 2015, Garibaldi renunciou ao cargo de Ministro da Previdência Social e retorna ao cargo de Senador da República.
Em dezembro de 2016, votou a favor da PEC do Teto dos Gastos Públicos. Em julho de 2017 votou a favor da reforma trabalhista.
Em outubro de 2017 votou a favor da manutenção do mandato do senador Aécio Neves derrubando decisão da Primeira Turma do Supremo Tribunal Federal no processo onde ele é acusado de corrupção e obstrução da justiça por solicitar dois milhões de reais ao empresário Joesley Batista.
Em agosto de 2017 foi denunciado pelo então procurador geral da república Rodrigo Janot no âmbito da Operação Lava Jato. De acordo com a denúncia, baseada em um inquérito a respeito de irregularidades na Transpetro, os crimes de corrupção ativa, corrupção passiva e lavagem de dinheiro foram cometidos entre 2008 e 2017.
Em agosto de 2018, o senador oficializou sua candidatura a reeleição nas eleições estaduais do Rio Grande do Norte em 2018, porém não obteve êxito. Ficou em 4º lugar com 12,93% (376.199 votos). Garibaldi compôs a chapa com o então deputado federal Antônio Jácome como candidato ao senado e Carlos Eduardo Alves como candidato ao Governo do Rio Grande do Norte, ambos não obtiveram êxito.
Em novembro de 2018, o senador votou a favor do aumento de salário dos integrantes do STF, que gerará o reajuste de milhares de salários no nível federal, estadual e municipal, com impacto negativo estimado de 6 bilhões de reais/ano no orçamento nacional.
Nas eleições de 2022, foi candidato a deputado federal pelo MDB, não obtendo êxito. Recebeu mais de 90 mil votos, porém seu partido não atingiu o Quociente Eleitoral necessário para fazer uma vaga na Câmara Federal.